# Economia del Nicaragua
L'economia del Nicaragua si basa, prevalentemente, sul settore primario.

## Esportazioni
Il Nicaragua è un paese prevalentemente agricolo; l'agricoltura rappresenta il 60% delle esportazioni totali, e ogni anno rende circa 300 milioni di dollari americani. Inoltre, il rum Flor de Caña è riconosciuto come uno tra i migliori in America Latina. L'economia agraria del Nicaragua è stata storicamente basata sulle esportazioni di colture da reddito, come banane, caffè, zucchero, carne e tabacco.
L'industria leggera (maquila), il turismo, settore bancario, minerario, la pesca e il commercio in generale sono settori in espansione.
Il Nicaragua dipende anche moltissimo dalle rimesse degli emigrati nicaraguensi che vivono all'estero, con flussi finanziari hanno raggiunto i 655,5 milioni di dollari nel 2006.
Sul versante del Pacifico, il caffè e il cotone sono di gran lunga le colture più importanti dal punto di vista commerciale. Nel 1992, più terra è stata dedicata al caffè che a ogni altra coltura, ed è leader nelle esportazioni del paese in termini di valore. Quasi due terzi del raccolto del caffè provengono dalla parte settentrionale degli altopiani centrali, nella zona nord e ad est della città di Estelí.
Nei primi anni 1980, il cotone è diventato in Nicaragua il secondo percettore di esportazione più grande. La produzione è centrata su aziende di grandi dimensioni, lungo la costa del Pacifico centrale. Purtroppo, la crescita del settore del cotone ha creato gravi problemi. L'erosione del suolo e l'inquinamento causato dalla pesante uso di pesticidi sono diventate gravi preoccupazioni nel distretto. La resa e le esportazioni sono entrambi in calo dal 1985.
Le piantagioni sono diffuse nelle pianure dei Caraibi. Dopo aver spazzato via la maggior parte delle malattie delle piante della regione delle banane negli anni prima del 1945, sono stati fatti tentativi di diversificare le colture. Oggi la maggior parte delle banane del Nicaragua sono coltivate nella parte nord-occidentale del paese vicino al porto di Corinto, zona in cui viene anche coltivata la canna da zucchero. Aziende agricole di sussistenza, dove il cibo è destinato principalmente alla produzione per il consumo della famiglia di agricoltori, si trovano in tutto il Nicaragua. I generi alimentari coltivati da tali aziende sono riso, fagioli, mais, agrumi, e manioca. La manioca, prodotto tipico simile alla patata, è un alimento importante nelle regioni tropicali. Le radici della pianta si possono mangiare bolliti e tagliati o ridotti in farina. La manioca è anche l'ingrediente principale di budino di tapioca.
Le pianure del Pacifico e le parti centrali e meridionali degli altopiani centrali sono principalmente aree di pascolo del bestiame. Un numero particolarmente elevato di capi di bestiame si trova a est del lago di Nicaragua.
A partire dal 1960, sono cresciute di importanza su entrambe le coste le imprese di gamberetti. I principali centri di gamberi sulla costa del Pacifico sono Corinto e San Juan del Sur. I principali impianti di trasformazione del crostaceo (e delle aragoste) si trovano a Puerto Cabezas, Bluefields, e a Laguna de Perlas.
L'industria del legname, concentrata soprattutto nella parte orientale del paese, è in affanno dal 1980 con le sue attività limitate da vari problemi. In primo luogo, la mancanza di materia prima di buona qualità, già consumata nel corso del tempo. Inoltre, boschetti di alberi sono rari nelle foreste tropicali: centinaia di specie per ettaro sono la norma, il che complica l'attività di raccolta. In terza istanza, la maggior parte dei legni preziosi non galleggia e il materiale deve quindi essere trasportato al di fuori del bosco via terra senza la possibilità di far scorrere il legname lungo i fiumi verso le segherie. Infine, nel corso del tempo si sono sempre più irrigidite le restrizioni a tutela delle foreste e del rischio idrogeologico, viste anche le stagioni di forti piogge che caratterizzano l'area. Nonostante questi ostacoli, l'attività continua e un solo albero di legno duro può valere migliaia di dollari.
L'instabilità politica ha avuto un forte impatto sul settore minerario. Le esportazioni di oro sono in netto calo, e poco sforzo è stato fatto per sviluppare i grandi depositi di rame del nord-est. I combattimenti durante la rivoluzione hanno distrutto quasi un terzo dell'industria del Nicaragua. Nella ricostruzione di un tessuto produttivo, il governo sta cercando di modificare il mix industriale del paese e realizzare il decentramento. Prima della rivoluzione, più del 60 per cento della produzione industriale della nazione, in termini di valore, era concentrata a Managua. Politiche industriali di decentramento possono contribuire a rallentare la crescita delle città più grandi, mentre l'assistenza nella redistribuzione del reddito può aiutare le aree impoverite. Le industrie principali includono trasformazione alimentare, produzione di cemento, lavorazione dei metalli e la raffinazione del petrolio. L'impianto di alimentazione Centroamérica sul fiume Tuma negli altopiani centrali è stato ampliato, e altri progetti idroelettrici sono stati intrapresi per contribuire a fornire elettricità alle industrie più giovani della nazione.
Il nucleo economico del Nicaragua si trova nella zona del Pacifico, dove è presente una sviluppata rete ferroviaria e autostradale, che riflette la concentrazione di attività. Il sistema ferroviario è pubblico, ma a causa della cattiva gestione i trasporti stanno dirigendosi sempre più verso l'autotrazione. I mezzi di trasporto per tutto il resto della nazione sono spesso inadeguati alle esigenze. Per esempio, non si può viaggiare tutto il percorso via autostrada da Managua alla costa caraibica. La strada termina presso la città di Rama, e il resto del viaggio deve essere completato dal battello lungo la Rio Escondido, un viaggio di cinque ore.
Corinto è l'unico porto in acque profonde moderna in Nicaragua. Esso gestisce sia le esportazioni di prodotti agricoli che le importazioni di merci varie. Il petrolio viene scaricato a Puerto Sandino, da cui diparte un oleodotto verso la raffineria di Managua. Gli scambi con le altre nazioni in America centrale sono aumentati negli ultimi anni. Il Nicaragua è stata a lungo considerato come un possibile sito per un nuovo canale che potrebbe completare ed ampliare il Canale di Panama.

## Componenti dell'economia
Il Prodotto Interno Lordo (PIL) a parità di potere d'acquisto (PPA), nel 2012 è stato stimato a 26,4 miliardi di dollari USD. Il settore dei servizi è la principale componente del PIL al 56,9%, seguito dal settore industriale al 26,1% (2006 est). L'agricoltura rappresenta il 17% del PIL, la più alta percentuale in Centro America (2008 est). Le rimesse degli emigrati rappresentano oltre il 15% del Prodotto nazionale lordo del paese, per una quantità vicina al miliardo di dollari. La forza lavoro del Nicaragua è stimata in 2,322 milioni di persone, di cui il 29% è occupato in agricoltura, il 19% nel settore industriale e il 52% nel settore dei servizi (est. 2008).

### Agricoltura
Dopo il 1950 il campo di applicazione della intensità di capitale dell'agricoltura moderna è aumentato notevolmente. Tale crescita è stata concentrata in colture di esportazione, mentre le colture destinate per uso domestico, ha continuato ad essere prodotta dal lavoro tradizionali metodi intensivi. Il passaggio per l'agricoltura industrializzata ha inoltre ridotto significativamente la percentuale di popolazione dipendono direttamente per l'agricoltura.
L'agricoltura commerciale prospera nelle Lowlands Pacifico, dove cotone e canna da zucchero sono le colture di base. Anche se caffè è coltivato nella zona del Pacifico ad altitudini più di 1.000 piedi (300 metri), la zona più importante del caffè è la parte nord-occidentale degli altopiani centrali, a partire da Matagalpa a Jinotega. Bovini per l'esportazione di carne bovina sono allevati nella parte sud-orientale degli altopiani. L'espansione globale della produzione per l'esportazione di grandi proprietari terrieri spinto i piccoli coltivatori che hanno prodotto mais del Paese], fagioli, e Staples dietetici altri su terre marginali, con il risultato che la produzione alimentare non ha potuto tenere il passo con l'aumento della popolazione.
Nel 1990 il governo ha avviato gli sforzi per diversificare l'agricoltura. Alcune delle nuove colture di esportazione sono state orientate arachidi, sesamo, meloni, e cipolle.

### Pesca e silvicoltura
Lo sfruttamento delle foreste e la pesca sono le basi dell'economia della costa orientale. In termini nazionali, tuttavia, non era un settore importante fino al decollo del settore della pesca nel tardo XX secolo. Il legno di mogano è raccolto sulla costa atlantica già a partire all'inizio del XIX secolo. Nel XX secolo comincia invece lo sfruttamento del legno di pino. In entrambi i casi, la risorsa è stata gestita in modo da avere un rendimento costante
L'industria ittica del Nicaragua opera al largo di entrambe le coste e nelle acque dolci del Lago Nicaragua. Il lago ha anche un settore dedicato all'acquacoltura. La più preziosa delle specie catturate sono i gamberetti e le aragoste. Il governo ha ampliato le dimensioni della flotta di pesca nel 1980, il che ha permesso una rapida espansione delle esportazioni di pescato. A causa di un eccessivo sfruttamento, invece, è calata notevolmente, sulla costa caraibica, la pesca della tartaruga.

### Industria mineraria e produzione di energia
L'industria mineraria contribuisce in Nicaragua a meno dell'1% del prodotto interno lordo (PIL). Nonostante lo scarso peso sull'aggregato, oro e argento costituiscono ancora fonte di reddito nelle zone del centro-nord e del nord-est.
Circa la metà dell'energia del Nicaragua è prodotta dal legno, mezzo di cucina e riscaldamento più comune nelle zone rurali. Importanti fonti nazionali di energia elettrica sono l'idroelettrico ed il geotermico, quest'ultimo dovuto allo sfruttamento del vulcano Momotombo, nei pressi di Managua. La maggior parte dell'elettricità utilizzata a scopi commerciali è generata dal petrolio importato.

### Manifattura
Anche se il settore manifatturiero dell'economia contribuisce un po' più al PIL di quello agricolo, che impiega molte meno persone. È stato tradizionalmente interessato gran parte con la trasformazione dei prodotti agricoli, ed è fornito del mercato domestico con alimenti, bevande, oli alimentari, sigarette e prodotti tessili. Inoltre sono stati fabbricati gli oggetti di metallo leggero, materiali da costruzione, del legno e prodotti in carta, e di sostanze chimiche come fertilizzanti e pesticidi.uuuu
Il settore manifatturiero è stato esteso al di là di queste aree nel 1990 con l'introduzione delle industrie maquila, in cui pezzi importati sono riuniti per riesportazione. I principali prodotti sono capi di abbigliamento, calzature, telai in alluminio, e gioielli (la crescita del settore è rallentata dal 2000 per la crescente concorrenza dei mercati asiatici, in particolare la Cina).

## Sviluppo Economico nel XXI secolo
Il Nicaragua ha sottoccupazione diffusa e la seconda fonte di reddito pro capite più basso nell'emisfero occidentale. Il DRCAFTA (CAFTA) è stato in vigore dall'aprile 2006 e ha ampliato le opportunità di esportazione per molti prodotti agricoli e fabbricati. Tessili e l'abbigliamento costituiscono quasi il 60% delle esportazioni del Nicaragua, ma i recenti aumenti del salario minimo hanno una forte possibilità di erosione del vantaggio comparativo in questo settore. Il Nicaragua si basa su assistenza economica internazionale per soddisfare gli obblighi di finanziamento del debito interno ed esterno. All'inizio del 2004, il Nicaragua ha depositato circa 4,5 miliardi di dollari in termini di riduzione del debito estero sotto i Paesi poveri fortemente indebitati, e nel mese di ottobre 2007, il Fondo Monetario Internazionale, ha approvato un nuovo Poverty Reduction and Growth Facility. Nonostante questo, gravi carenze di bilancio derivanti dalla sospensione di grandi quantità di sostegno diretto al bilancio da donatori esteri interessati ai più recenti sviluppi politici ha causato un rallentamento degli esborsi PRGF. Allo stesso modo, le preoccupazioni del settore privato che circonda la gestione delle questioni economiche da parte di Daniel Ortega hanno diminuito gli investimenti. La crescita economica è rallentata nel 2009, a causa della diminuita domanda di esportazione degli Stati Uniti e dei mercati americani, i prezzi delle materie prime più bassi per le esportazioni agricole e basse rimesse crescita. Le rimesse sono equivalenti a circa il 15% del prodotto interno lordo.

## Povertà
Il Nicaragua è il secondo paese più povero nelle Americhe, preceduto solo da Haiti. Infatti, nel 2012 il PIL (PPA) del Nicaragua era di 26.379 milioni rispetto ai 12.802 milioni di Haiti; il PIL pro capite (PPA) era di 4.352 dollari per il Nicaragua e 1.229 dollari per Haiti.
Nel 2009 alcune stime del Fondo Monetario Internazionale suggerivano che il Nicaragua era diventato il paese più povero, al di sotto di Haiti, a partire da aprile 2009.
Tale rapporto si poneva anche in un momento in cui il presidente del Nicaragua Daniel Ortega non aveva ottenuto i 60 milioni di dollari in aiuti economici dagli Stati Uniti finanziati dal Millennium Challenge Corporation a causa di irregolarità nelle sue elezioni presidenziali. Il Millennium Challenge Corporation aveva infatti finanziato il Nicaragua con circa 175 milioni di dollari, ma in seguito ad accertamenti sono stati trattenuti 62 milioni di dollari dal fondo di sviluppo del paese. Secondo la CIA Fact Book, l'inflazione media dal 2000 al 2006 è stata dell'8,1%. A partire dal 2007, l'inflazione del Nicaragua è al 9,8%. La Banca Mondiale indica una moderata crescita economica, a una media del 5% dal 1995 al 2004.
Secondo il PNUD, il 48% della popolazione in Nicaragua vive al di sotto della soglia di povertà. Il 79,9 % della popolazione vive con meno di 2 dollari al giorno. La disoccupazione è pari al 3,9%, un altro 46,5% sono sottoccupati (stime 2008). Come in molti altri paesi in via di sviluppo, una parte importante della popolazione povera in Nicaragua è rappresentata da donne. Inoltre, una percentuale relativamente alta di nuclei famigliari ha una donna come capo famiglia: il 39% in aree urbane e il 28% in zone rurali. Secondo dati delle Nazioni Unite, l'80% degli indigeni (che costituiscono il 5% della popolazione) vive con meno di 1 dollaro al giorno. Secondo il FAO, il 27% dei nicaraguensi è affetto da denutrizione, la più alta percentuale in Centro America.